# Vanessa Goulart
Vanessa Goulart, nome artístico de Vanessa Miessa De Micheli (São Paulo, 4 de novembro de 1975), é uma atriz e empresária brasileira. É graduada em artes cênicas pela  CAL – Casa das Artes de Laranjeiras. Recebeu o prêmio APETESP como atriz revelação em 1985, por sua atuação em A Cegonha Boa de Bico. Proprietária do Vinho em Foco, em São Paulo, espaço especializado na bebida.

## Biografia
Vanessa Miessa De Micheli nasceu na cidade de São Paulo. É filha do ator e publicitário Nilton Emilio De Micheli (Kiko De Micheli) e Bárbara Bruno, neta de Nicette Bruno e Paulo Goulart, e bisneta de Eleonor Bruno. Usa o nome artístico Vanessa Goulartt, ela acrescentou um "t" (Goulart) em nome da numerologia.
Estreou como atriz no teatro ainda criança em A Cegonha Boa de Bico, de Marilu Alvarez, em 1985, peça pela qual ganhou o prêmio APETESP como atriz revelação. Atuou nas peças Cais Oeste (1989), de Bernard-Marie Koltès, Namoro – No escurinho do teatro… (1991), de Ilder Miranda Costa, e Sábado, Domingo e Segunda (2003), de Eduardo De Filippo. Em 2010, na peça A Aurora da Minha Vida, de Naum Alves de Souza, foi dirigida pela sua mãe Bárbara Bruno.
Sua estreia em cinema se deu na produção Olhos de Vampa, dirigido por Walter Rogério, em 1994. Trabalhou com o cineasta Carlos Reichenbach nos filmes Dois Córregos (1999) e Garotas do ABC (2003). Em 2005, a atriz volta ao cinema em Coisa de mulher, dirigida por Eliana Fonseca. Vanessa escreveu o curta-metragem O Espeto (2006), protagonizado por Cacá Carvalho.
Estreou na televisão em 2005, ao interpretar a tia Beth Goulart no episódio do Linha Direta Mistério (da Rede Globo) que retratou o célebre incêndio do Edifício Joelma, e em 2006 ingressou no elenco da novela da Rede Record, Cidadão Brasileiro, de Lauro César Muniz. Participou das novelas Maria Esperança (2007), no SBT, e  Ti Ti Ti (2010), na Rede Globo. Na minissérie Dercy de Verdade (2012), Vanessa interpretou a própria bisavó Eleonor Bruno, conhecida como Nonoca.

## Filmografia

### Teatro
| Ano  | Título                           | Papel       | Prêmios e Indicações                                   |
| ---- | -------------------------------- | ----------- | ------------------------------------------------------ |
| 1985 | A Cegonha Boa de Bico            |             | Prêmio APETESP - Atriz revelação                       |
| 1989 | Cais Oeste                       |             |                                                        |
| 1991 | Namoro – No escurinho do teatro… |             |                                                        |
| 1997 | Antes de Ir ao Baile             |             | Indicada - Prêmio Mambembe de Melhor Atriz Coadjuvante |
| 2003 | Sábado, Domingo e Segunda        | Giulianella |                                                        |
| 2010 | A Aurora da Minha Vida           |             |                                                        |

### Televisão
| Ano  | Título                | Papel                   |
| ---- | --------------------- | ----------------------- |
| 2005 | Linha Direta Mistério | Beth Goulart            |
| 2006 | Cidadão Brasileiro    | Julieta Ramos Dias      |
| 2007 | Maria Esperança       | Beatriz Trajano Queirós |
| 2010 | Ti Ti Ti              | Júlia Spina (jovem)     |
| 2012 | Dercy de Verdade      | Eleonor Bruno           |

### Cinema
| 1987 | O Cavalo Árabe no Brasil | Ela mesma |
| 1996 | Olhos de Vampa           | Carla     |
| 1999 | Dois Córregos            | Ana Paula |
| 2003 | Garotas do ABC           | Marcinha  |
| 2005 | Coisa de mulher          | Solange   |

| 2006 | O Espeto | Curta-metragem |